# Laragne-Montéglin
Laragne-Montéglin är en kommun i departementet Hautes-Alpes i regionen Provence-Alpes-Côte d'Azur i sydöstra Frankrike. Kommunen ligger  i kantonen Laragne-Montéglin som ligger i arrondissementet Gap. År 2022 hade Laragne-Montéglin 3 566 invånare.

## Befolkningsutveckling
Antalet invånare i kommunen Laragne-Montéglin
Referens:INSEE